# Paulo Raimundo
Paulo Alexandre Cantigas Raimundo (Cascais, 24 de Setembro de 1976) é um político comunista português, atual Secretário-Geral do Partido Comunista Português. Trabalhou como carpinteiro, padeiro, operário, animador cultural na Associação Cristã da Mocidade na Bela Vista e funcionário da JCP. Desde 2004 é funcionário do PCP. É desde 2023 Deputado à Assembleia da República pelo Distrito de Lisboa. É casado e pai de quatro filhos.

## Biografia

### Origens
Paulo Raimundo nasce na época em que os seus pais, naturais de Beja, trabalhavam como funcionários do Estoril Futebol Clube, vivendo nas instalações do clube. Quando tinha três anos a família vai viver para Setúbal.

### Formação
Faz o primeiro ciclo numa escola primária construída no Processo Revolucionário em Curso, a Escola Primária do Faralhão, na freguesia do Sado. Com a sua mãe trabalha na agricultura, na apanha do marisco, em serviços de limpezas e na construção civil.
Faz o segundo ciclo de escolaridade através da telescola. Fará o 7º, 8º e 9º anos de escolaridade na Escola Ana de Castro Osório na Bela Vista em Setúbal. O terceiro ciclo será concluído na Escola Secundária da Bela Vista. Concluirá o 12º ano em regime de trabalhador-estudante a estudar à noite, na Escola Secundária D. Manuel Martins, também em Setúbal, período no qual trabalha em carpintaria e como padeiro. Irá cumprir o Serviço Militar Obrigatório em Vila Nova de Gaia e no Porto. Concluído o Serviço Militar, iniciará o emprego como animador cultural na Associação Cristã da Mocidade na Bela Vista.

### Percurso político
O primeiro contacto de Paulo Raimundo com a participação política activa dá-se quando frequenta o 10.º ano, integrando as listas para associação de estudantes da Escola Secundária da Bela Vista. Adere à Juventude Comunista Portuguesa em 1991. Nos quatro anos seguintes ascende primeiro a funcionário da juventude comunista, posteriormente à Direção Nacional da JCP, e por fim à sua Comissão Política e ao seu Secretariado.
Em 1994, adere ao Partido Comunista Português. Dois anos depois, é convidado no XV Congresso do PCP a integrar o Comité Central deste partido. Pertence à comissão política do Secretário-Geral do PCP Carlos Carvalhas. É eleito à Assembleia Municipal de Setúbal. No XVI Congresso do PCP, no ano 2000, é eleito para a Comissão Política do Comité Central do PCP.
Torna-se funcionário do PCP em 2004, ano em que no XVII Congresso do PCP é reeleito como membro da Comissão Política e assume responsabilidades na Organização Regional de Braga do PCP. Em 2016, no XX Congresso do PCP é escolhido para integrar o Secretariado do PCP. Em 2020, no XXI Congresso do PCP, é eleito como membro da Comissão Política do Comité Central, passando assim a ser dos cinco militantes comunistas a integrar os dois órgãos de maior responsabilidade no PCP, a par de Jerónimo de Sousa, Francisco Lopes, Jorge Cordeiro e José Capucho.

## Secretário-Geral do PCP
A escolha de Paulo Raimundo para Secretário-Geral do Partido Comunista Português é publicamente anunciada no dia 5 de Novembro de 2022.
A primeira presença pública de Paulo Raimundo com destaque próprio da função que viria a assumir como Secretário Geral do PCP fora a 6 de Março de 2022, no Comício de Celebração do Centenário do Partido Comunista Português no Campo Pequeno, ocasião na qual obteve destaque a sua afirmação:

"'A força organizada é capaz de muito, mas a força organizada dos trabalhadores é capaz de tudo'"— Paulo Raimundo

#### Reações à eleição para Secretário-Geral do PCP
Na conferência de imprensa de 5 de Novembro de 2022 na qual foi anunciada a escolha de Paulo Raimundo para o cargo de Secretário-Geral do PCP, o seu antecessor cessante, Jerónimo de Sousa, disse sobre Paulo Raimundo:

"'É um homem sensível que compreende as coisas de uma forma célere, é um camarada modesto, que ouve muito os outros. (...) Tenho a profunda confiança de que ele vai ser capaz de dar conta do recado. (...) Em relação à solução quero dizer que houve uma ampla convergência, não quero dizer unanimidade porque o rigor dos números nesta matéria é importante, mas uma ampla convergência em relação à solução. (...) Houve alguma surpresa no Comité Central, mas a tal grande convergência manifestou-se de uma forma inequívoca. (...) Quem propõe é um elemento dos organismos executivos. A proposta começou a ser trabalhada no Secretariado, acompanhamento da Comissão Política, pronunciamento da Comissão Política, do Secretariado, reunião conjunta e a proposta do camarada Paulo Raimundo.'"— Jerónimo de Sousa
O dirigente e deputado comunista João Oliveira, apontado por muitos como presumível candidato ao cargo de Secretário-Geral do PCP, declarou à comunicação social que considerava Paulo Raimundo "a escolha certa". Outro dirigente comunista apontado como possível sucessor de Jerónimo de Sousa, o ex-eurodeputado João Ferreira, declarou à RTP que a escolha de Paulo Raimundo "resulta de uma convergência muito assinalável" e que a surpresa da comunicação social perante a escolha é consequência desta "... aplicar ao PCP a grelha de análise que aplica aos outros partidos. Sendo o PCP diferente dos outros partidos.”.
O Comité Central do PCP elegerá Paulo Raimundo Secretário-Geral do PCP no dia 12 de Novembro de 2022 após o primeiro dia da Conferência Nacional do Partido Comunista Português intitulada “Tomar a iniciativa, reforçar o Partido, responder às novas exigências” que decorre no Pavilhão do Alto do Moinho, em Corroios, no concelho do Seixal.

## Deputado à Assembleia da República
É nas Eleições legislativas portuguesas de 2024 o cabeça de lista da Coligação Democrática Unitária à Assembleia da República Portuguesa, na qualidade de 1º Candidato a Deputado à Assembleia da República proposto pelo PCP ao Círculo Eleitoral de Lisboa. É eleito, tornando-se deputado no dia 26 de Março de 2024.